# The Game Tour
The Game Tour is de achtste tournee van de Engelse rockgroep Queen ter promotie van het album The Game.
In deze tournee speelde Queen voor het eerst shows in Zuid-Amerika in het begin van 1981. In Buenos Aires kwamen 300.000 fans op dit optreden af (waaronder stervoetballer Diego Maradona), het hoogste bezoekersaantal ooit bij een concert in Argentinië. In São Paulo had Queen twee avonden achter elkaar 131.000 en 120.000 bezoekers.
De laatste shows in Montreal zijn opgenomen en uitgebracht op de DVD We Will Rock You en de live-CD Queen Rock Montreal.

## Tracklijst

### Noord-Amerika
1. Intro
2. We Will Rock You (fast)
3. Let Me Entertain You
4. Need Your Loving Tonight
5. Play the Game
6. Mustapha
7. Death on Two Legs
8. Killer Queen
9. I'm in Love with My Car
10. Somebody to Love
11. Get Down, Make Love
12. Rock It (Prime Jive)
13. Save Me
14. Now I'm Here
15. Dragon Attack
16. Now I'm Here (reprise)
17. Love of My Life
18. Under Pressure
19. Keep Yourself Alive
20. Instrumentaal inferno
21. Flash
22. The Hero
23. Crazy Little Thing Called Love
24. Bohemian Rhapsody
25. Tie Your Mother Down
26. Another One Bites the Dust
27. Sheer Heart Attack
28. Jailhouse Rock
29. We Will Rock You
30. We Are the Champions
31. God Save the Queen (tape)

### Europa
1. Intro
2. Jailhouse Rock
3. We Will Rock You (fast)
4. Let Me Entertain You
5. Play the Game
6. Mustapha
7. Death on Two Legs
8. Killer Queen
9. I'm in Love with My Car
10. Get Down, Make Love
11. Need Your Loving Tonight
12. Save Me
13. Now I'm Here
14. Dragon Attack
15. Now I'm Here (reprise)
16. Fat Bottomed Girls
17. Love of My Life
18. Keep Yourself Alive
19. Instrumentaal inferno
20. Battle Theme
21. Brighton Rock (reprise)
22. Crazy Little Thing Called Love
23. Bohemian Rhapsody
24. Tie Your Mother Down
25. Another One Bites the Dust
26. Sheer Heart Attack
27. We Will Rock You
28. We Are the Champions
29. God Save the Queen (tape)

#### Minder voorkomende nummers
1. Flash's Theme
2. The Hero

### Japan
1. Intro
2. We Will Rock You (fast)
3. Let Me Entertain You
4. Play the Game
5. Mustapha
6. Death on Two Legs
7. Killer Queen
8. I'm in Love with My Car
9. Get Down, Make Love
10. Need Your Loving Tonight
11. Rock It (Prime Jive)
12. Save Me
13. Now I'm Here
14. Dragon Attack
15. Now I'm Here (reprise)
16. Love of My Life
17. Keep Yourself Alive
18. Drumsolo door Roger Taylor
19. Gitaarsolo door Brian May inclusief Sakura Sakura
20. Flash Gordon medley:
  1. Vultan's Theme
  2. Battle Theme
  3. Flash
  4. The Hero
21. Crazy Little Thing Called Love
22. Jailhouse Rock
23. Bohemian Rhapsody
24. Tie Your Mother Down
25. Another One Bites the Dust
26. Sheer Heart Attack
27. Teo Torriatte (Let Us Cling Together)
28. We Will Rock You
29. We Are the Champions
30. God Save the Queen (tape)

### South America Bites the Dust
1. Intro
2. We Will Rock You (fast)
3. Let Me Entertain You
4. Play the Game
5. Somebody to Love
6. Mustapha
7. Death on Two Legs
8. Killer Queen
9. I'm in Love with My Car
10. Get Down, Make Love
11. Need Your Loving Tonight
12. Save Me
13. Now I'm Here
14. Dragon Attack
15. Now I'm Here (reprise)
16. Fat Bottomed Girls
17. Love of My Life
18. Keep Yourself Alive
19. Instrumentaal inferno
20. Flash's Theme
21. The Hero
22. Crazy Little Thing Called Love
23. Bohemian Rhapsody
24. Tie Your Mother Down
25. Another One Bites the Dust
26. Sheer Heart Attack
27. We Will Rock You
28. We Are the Champions
29. God Save the Queen (tape)

#### Minder voorkomende nummers
1. Rock It (Prime Jive)
2. Jailhouse Rock

### Gluttons for Punishment
1. Intro
2. We Will Rock You (fast)
3. Let Me Entertain You
4. Play the Game
5. Somebody to Love
6. Killer Queen
7. I'm in Love with My Car
8. Get Down, Make Love
9. Save Me
10. Now I'm Here
11. Dragon Attack
12. Now I'm Here (reprise)
13. Fat Bottomed Girls
14. Love of My Life
15. Keep Yourself Alive
16. Instrumentaal inferno
17. Flash's Theme
18. The Hero
19. Crazy Little Thing Called Love
20. Bohemian Rhapsody
21. Tie Your Mother Down
22. Another One Bites the Dust
23. Sheer Heart Attack
24. We Will Rock You
25. We Are the Champions
26. God Save the Queen (tape)

#### Minder voorkomende nummers
1. Need Your Loving Tonight
2. Jailhouse Rock
3. Battle Theme

### We Will Rock You/Queen Rock Montreal
1. Intro
2. We Will Rock You (fast)
3. Let Me Entertain You
4. Play the Game
5. Somebody to Love
6. Killer Queen
7. I'm in Love with My Car
8. Get Down, Make Love
9. Save Me
10. Now I'm Here
11. Dragon Attack
12. Now I'm Here (reprise)
13. Love of My Life
14. Under Pressure
15. Flash's Theme
16. The Hero
17. Keep Yourself Alive
18. Drumsolo door Roger Taylor
19. Gitaarsolo door Brian May
20. Brighton Rock (reprise)
21. Crazy Little Thing Called Love
22. Bohemian Rhapsody
23. Tie Your Mother Down
24. Another One Bites the Dust
25. Sheer Heart Attack
26. Jailhouse Rock
27. We Will Rock You
28. We Are the Champions
29. God Save the Queen (tape)

## Tourdata

### Noord-Amerika
- 30 juni 1980 - Vancouver, Canada - PNE Coliseum
- 1 juli 1980 - Seattle, Washington, Verenigde Staten - Seattle Coliseum
- 2 juli 1980 - Portland, Oregon, Verenigde Staten - Portland Coliseum
- 5 juli 1980 - San Diego, Californië, Verenigde Staten - San Diego Sports Arena
- 6 juli 1980 - Phoenix, Arizona, Verenigde Staten - Compton Terrace
- 8, 9, 11 en 12 juli 1980 - Inglewood, Californië, Verenigde Staten - The Forum
- 13 en 14 juli 1980 - Oakland, Californië, Verenigde Staten - Oakland Arena
- 5 augustus 1980 - Memphis, Tennessee, Verenigde Staten - Mid-South Coliseum
- 6 augustus 1980 - Baton Rouge, Louisiana, Verenigde Staten - Riverside Centroplex
- 8 augustus 1980 - Oklahoma City, Oklahoma, Verenigde Staten - The Myriad
- 9 augustus 1980 - Dallas, Texas, Verenigde Staten - Reunion Arena
- 10 augustus 1980 - Houston, Texas, Verenigde Staten - The Summit
- 12 augustus 1980 - Atlanta, Georgia, Verenigde Staten - The Omni
- 13 augustus 1980 - Charlotte, North Carolina, Verenigde Staten - Charlotte Coliseum
- 14 augustus 1980 - Greensboro, North Carolina, Verenigde Staten - Greensboro Coliseum
- 16 augustus 1980 - Charleston, West Virginia, Verenigde Staten - Civic Center
- 20 augustus 1980 - Hartford, Connecticut, Verenigde Staten - XL Center
- 22 augustus 1980 - Philadelphia, Pennsylvania, Verenigde Staten - The Spectrum
- 23 augustus 1980 - Baltimore, Maryland, Verenigde Staten - Baltimore Civic Center
- 24 augustus 1980 - Pittsburgh, Pennsylvania, Verenigde Staten - Pittsburgh Civic Arena
- 26 augustus 1980 - Providence, Rhode Island, Verenigde Staten - Dunkin' Donuts Center
- 27 augustus 1980 - Portland, Maine, Verenigde Staten - Cumberland County Civic Center
- 29 augustus 1980 - Montreal, Canada - Montreal Forum
- 30 augustus 1980 - Toronto, Canada - CNE Coliseum
- 31 augustus 1980 - Rochester, New York, Verenigde Staten - Rochester War Memorial
- 10 september 1980 - Milwaukee, Wisconsin, Verenigde Staten - MECCA Arena
- 11 september 1980 - Indianapolis, Indiana, Verenigde Staten - Market Square Arena
- 12 september 1980 - Kansas City, Missouri, Verenigde Staten - Kemper Arena
- 13 september 1980 - Omaha, Nebraska, Verenigde Staten - Omaha Civic Auditorium
- 14 september 1980 - St. Paul, Minnesota, Verenigde Staten - St. Paul Civic Center
- 16 september 1980 - Ames, Iowa, Verenigde Staten - Hilton Coliseum
- 17 september 1980 - St. Louis, Missouri, Verenigde Staten - Checkerdome
- 19 september 1980 - Rosemont, Illinois, Verenigde Staten - Rosemont Horizon
- 20 september 1980 - Detroit, Michigan, Verenigde Staten - Joe Louis Arena
- 21 september 1980 - Cleveland, Ohio, Verenigde Staten - Richfield Coliseum
- 23 september 1980 - Glens Falls, New York, Verenigde Staten - Glens Falls Civic Center
- 24 september 1980 - Syracuse, New York, Verenigde Staten - Onondaga War Memorial
- 26 september 1980 - Boston, Massachusetts, Verenigde Staten - Boston Garden
- 27, 28, 29 en 30 september 1980 - New York, Verenigde Staten - Madison Square Garden

### Europa
- 23 november 1980 - Zürich, Zwitserland - Hallenstadion
- 25 november 1980 - Parijs, Frankrijk - Le Bourget la Rotonde
- 26 november 1980 - Keulen, Duitsland - Sporthalle
- 27 november 1980 - Leiden, Nederland - Groenoordhallen
- 29 november 1980 - Essen, Duitsland - Grugahalle
- 30 november 1980 - Bremen, Duitsland - Stadthalle
- 1 december 1980 - Berlijn, Duitsland - Deutschlandhalle
- 2 december 1980 - Poznań, Polen - Hala Arena
- 5 en 6 december 1980 - Birmingham, Engeland - National Exhibition Centre
- 8 en 10 december 1980 - Londen, Engeland - Wembley Arena
- 12 en 13 december 1980 - Brussel, België - Vorst Nationaal
- 14 december 1980 - Frankfurt, Duitsland - Festhalle Frankfurt
- 16 december 1980 - Straatsburg, Frankrijk - Rhénus Hall
- 18 december 1980 - München, Duitsland - Olympiahalle

### Japan
- 12, 13, 16, 17, 18 en 19 februari 1981 - Tokio, Japan - Nippon Budokan

### South America Bites the Dust
- 28 februari en 1 maart 1981 - Buenos Aires, Argentinië - Estadio José Amalfitani
- 4 maart 1981 - Mar del Plata, Japan - Estadio José María Minella
- 6 maart 1981 - Rosario, Argentinië - Estadio Gigante de Arroyito
- 8 maart 1981 - Buenos Aires, Argentinië - Estadio José Amalfitani
- 20 en 21 maart 1981 - São Paulo, Brazilië - Estádio do Morumbi

### Gluttons for Punishment
- 25, 26 en 27 september 1981 - Caracas, Venezuela - Poliedro de Caracas
- 9 oktober 1981 - Monterrey, Mexico - Estadio Universitario
- 17 en 18 oktober 1981 - Puebla, Mexico - Estadio Ignacio Zaragoza

### We Will Rock You/Rock Montreal
- 24 en 25 november 1981 - Montreal, Canada - Montreal Forum